# Нова ратуша міста Подґуже

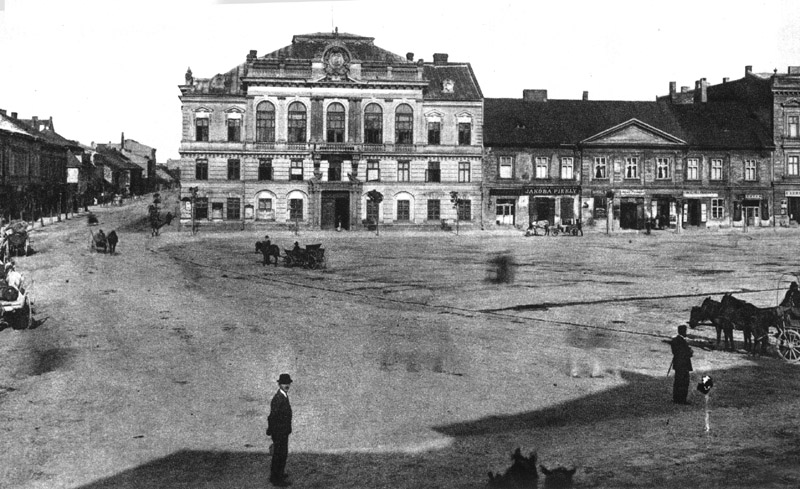
Ратуша на фото Ігнація Крігера кінця XIX ст

Нова ратуша (Магістрат) колишнього міста Подґуже — історична будівля у Кракові, у правобережній частині міста, на Ринку Підгурському (на розі вул. Лімановського) в дільниці XIII Підгуже.
Це друга (і остання) ратуша вільного королівського міста Подґуже. Побудована у 1844–1854 роках. Всередині збереглося багато елементів оригінального обладнання, наприклад, обладнання зали міської ради Подґуже. У верхній частині фасаду розміщено герб міста Подґуже. Щоб пристосувати будівлю до зростаючих потреб, у другій половині XIX століття її перебудували. Після об’єднання Підґуже та Кракова у 1915 р. ратуша втратила своє початкове призначення. Черговий капітальний ремонт і пристосування відбулися лише після 1993 року.Нині тут розміщується Житловий департамент міста Кракова, а також офіс і резиденція окружної ради та правління 13-го району Підґуже.

## Виноски
1. ↑  Реєстр пам'яток